# Carlton Fisk
Carlton Ernest Fisk (ur. 26 grudnia 1947) – amerykański baseballista, który występował na pozycji łapacza przez 24 sezony w Major League Baseball.
Fisk studiował na University of New Hampshire, gdzie w sezonie 1966 grał w drużynie uniwersyteckiej New Hampshire Wildcats. W styczniu 1967 został wybrany w pierwszej rundzie draftu z numerem czwartym przez Boston Red Sox i początkowo grał w klubach farmerskich tego zespołu, między innymi w Pittsfield Red Sox, reprezentującym poziom Double-A. W Major League Baseball zadebiutował 18 września 1969 w meczu przeciwko Baltimore Orioles. W 1972 w swoim pierwszym pełnym sezonie po raz pierwszy wystąpił w All-Star Game, został wybrany najlepszym debiutantem i otrzymał Złotą Rękawicę.
W sezonie 1975 w szóstym meczu World Series, w których przeciwnikiem Red Sox był zespół Cincinnati Reds, przy stanie 3–2 dla Reds w serii best-of-seven, w drugiej połowie dwunastej zmiany zdobył zwycięskiego home runa, doprowadzając do siódmego, decydującego spotkania na Fenway Park. W marcu 1981 jako wolny agent podpisał kontrakt z Chicago White Sox.
16 maja 1984 w meczu przeciwko Kansas City Royals na Comiskey Park zaliczył cycle jako trzeci zawodnik w historii klubu. W 1991 w wieku 43 lat został najstarszym baseballistą, który zaliczył uderzenie w All-Star Game. Po raz ostatni zagrał 22 czerwca 1993 mając 45 lat. Jest jednym z czternastu zawodników, którzy grali w czterech kolejnych dekadach.
W 2000 został uhonorowany członkostwem w Baseball Hall of Fame.
| Nagroda/wyróżnienie              | Lata                                                            | Źródło |
| 11× All-Star                     | 1972, 1973, 1974, 1976, 1977, 1978 1980, 1981, 1982, 1985, 1991 | [ 4 ]  |
| Gold Glove Award                 | 1972                                                            | [ 4 ]  |
| 3× Silver Slugger Award          | 1981, 1985, 1988                                                | [ 4 ]  |
| AL Rookie of the Year Award      | 1972                                                            | [ 4 ]  |
| Baseball Hall of Fame            | od 2000                                                         | [ 10 ] |
| # 27 zastrzeżony przez Red Sox   | 2000                                                            | [ 11 ] |
| # 72 zastrzeżony przez White Sox | 1997                                                            | [ 12 ] |